# 15675 Goloseevo
15675 Goloseevo este un asteroid din centura principală de asteroizi.

## Descriere
15675 Goloseevo este un asteroid din centura principală de asteroizi. A fost descoperit pe 27 septembrie 1978 la Observatorul astrofizic din Crimeea de Liudmila Cernîh. Asteroidul prezintă o orbită caracterizată de o semiaxă mare de 2,77 ua, o excentricitate de 0,11 și o înclinație de 4,0° în raport cu ecliptica.